# Acción del río Gete
La acción del río Gete, también conocida como batalla de Jodoigne, se libró el 16 de octubre de 1568 y fue una victoria de las tropas españolas de Fernando Álvarez de Toledo y Pimentel, III Duque de Alba, que vencieron al ejército rebelde neerlandés de Guillermo de Orange, en el marco de la Guerra de los Ochenta Años.

## La campaña
El 5 de octubre de 1568 el ejército de mercenarios reclutado por Guillermo de Orange con el propósito de ocupar los Países Bajos de los Habsburgo de la Monarquía Hispánica inició desde Neuwied su invasión ocupando Sankt Vith, Kerpen y estableciendo su cuartel general en el castillo de Wittem.
Guillermo pretendía entrar en batalla rápidamente contra las fuerzas españolas, pero el III duque de Alba, Fernando Álvarez de Toledo y Pimentel, no quiso arriesgarse a una derrota, ya que sabía que difícilmente podría sustituir las bajas.
Aunque se produjeron escaramuzas todos los días, la estrategia del duque de Alba fue dejar pasar los días, puesto que conocía las dificultades económicas por las que pasaba Guillermo y sabía que no podría mantener al ejército por mucho tiempo. Al poco empezaron a producirse motines en las tropas de Guillermo y solo entonces el duque estuvo dispuesto a presentar batalla. Guillermo se dirigió hacia Francia para unirse con las tropas que los hugonotes le enviaban de refuerzo.

## La batalla
La batalla de Jodoigne, que no pasó de ser una escaramuza de grandes proporciones, se produjo al llegar al río Gete.
Guillermo de Orange dejó una fuerza de 5000 arcabuceros al mando del conde de Hoogstraaten, con el fin de proteger al ejército mientras cruzaba el río. El duque de Alba envió a su hijo Fadrique Álvarez de Toledo y Enríquez de Guzmán al frente de la caballería y de 4.000 arcabuceros, que se lanzó contra la colina que ocupaba la retaguardia enemiga y los derrotó. A la petición de un oficial del ejército español para cruzar el río y lanzarse contra el ejército de Guillermo, el duque respondió que es a los soldados a quienes corresponde querer cruzar y combatir para distinguirse, no a su comandante.

## El resultado
Al día siguiente de la batalla de Jodoigne, tras haber perdido a la mayoría de sus arcabuceros y sin dinero para pagar a sus soldados, Guillermo de Orange entró en Francia con su ejército derrotado, estableciéndose en Sissonne donde se disolvió, finalizando su intento de invasión.